# Васюгино (Новоржевская волость, у д. Коськино)
Васюгино — деревня в Новоржевском районе Псковской области России. Входит в состав Новоржевской волости. Численность населения деревни по состоянию на конец 2000 года составляла 47 жителей.
Расположена на юго-восточной окраине города Новоржев, в 3 км к северу от деревни Макарово. С запада примыкает к деревне Коськино.

## История
С 1995 до 2005 года деревня входила в состав Зареченской волости. С 2006 до 2015 года входила в состав Макаровской волости.

## Население
| 2001 | 2002 | 2010 |
| ---- | ---- | ---- |
| 47   | ↘41  | ↘39  |